# アムンゼン海
アムンゼン海（英語: Amundsen Sea）は、南極海の海域のひとつ。東南太平洋の方向にあり、概ね西経100度から125度にかけて広がっている。

## 地理
南極大陸西部（西南極）にあるマリーバードランドの東部が面する海。東はサーストン島のフライング・フィッシュ岬（西経102度20分）から、西はサイプル島のダート岬（西経126度9分）までの海域である。海域の名称は探検家のロアール・アムンセンに因んでノルウェー人のニルス・ラルセンが探検し、命名した。
西南極にある大陸氷床から、氷河などによって氷が供給されるために、アムンゼン海には通年的に広い範囲で流氷が見られる。